# Championnats du monde de marathon (canoë-kayak) 1992
Navigation
Championnats du monde de marathon 1990 Championnats du monde de marathon 1994
Les 3e championnats du monde de marathon en canoë-kayak de 1992 se sont tenus à Brisbane en Australie, sous l'égide de la Fédération internationale de canoë.
La course a une distance de 45 kilomètres

## Podiums

### K1
| Rang               | Athlète           | Pays        | Temps           |
| ------------------ | ----------------- | ----------- | --------------- |
| Médaille d'or      | Ivan Lawler       | Royaume-Uni | 3 h 20 min 23 s |
| Médaille d'argent  | Stefan Gustafsson | Suède       | 3 h 20 min 30 s |
| Médaille de bronze | Rui Cancio        | Portugal    | 3 h 20 min 55 s |

| Rang               | Athlète            | Pays      | Temps           |
| ------------------ | ------------------ | --------- | --------------- |
| Médaille d'or      | Susanne Gunnarsson | Suède     | 3 h 34 min 36 s |
| Médaille d'argent  | Ursula Profanter   | Autriche  | 3 h 36 min 53 s |
| Médaille de bronze | Jane Hall          | Australie | 3 h 44 min 11 s |

### K2
| Rang               | Athlète                      | Pays      | Temps           |
| ------------------ | ---------------------------- | --------- | --------------- |
| Médaille d'or      | Ramon Andersson Steven Wood  | Australie | 3 h 06 min 19 s |
| Médaille d'argent  | Bruno Jannis Werner Jannis   | Belgique  | 3 h 06 min 19 s |
| Médaille de bronze | Magnus Skoldback Tommy Karls | Suède     | 3 h 06 min 20 s |

| Rang               | Athlète                       | Pays        | Temps              |
| ------------------ | ----------------------------- | ----------- | ------------------ |
| Médaille d'or      | Anett Schuck Antje Manfroni   | Allemagne   | 3 h 31 min 00 s    |
| Médaille d'argent  | Sandra Troop Maria Blumenthal | Royaume-Uni | 3 h 31 min 00 s 88 |
| Médaille de bronze | Hanne Selmer Bettina Larsen   | Danemark    | 3 h 31 min 02 s    |

### C1
| Rang               | Athlète          | Pays            | Temps           |
| ------------------ | ---------------- | --------------- | --------------- |
| Médaille d'or      | Gabor Kolozsvári | Hongrie         | 3 h 49 min 32 s |
| Médaille d'argent  | Pál Pétervári    | Hongrie         | 3 h 49 min 33 s |
| Médaille de bronze | Pavel Bednar     | Tchécoslovaquie | 3 h 49 min 43 s |

### C2
| Rang               | Athlète                             | Pays            | Temps           |
| ------------------ | ----------------------------------- | --------------- | --------------- |
| Médaille d'or      | Arne Nielsson Christian Frederiksen | Danemark        | 3 h 21 min 22 s |
| Médaille d'argent  | Istvan Gyulai Zsolt Bohacs          | Hongrie         | 3 h 30 min 38 s |
| Médaille de bronze | Petr Fuksa Zbynek Adamec            | Tchécoslovaquie | 3 h 30 min 41 s |

## Tableau des médailles
| Rang  | Nation          | Or | Argent | Bronze | Total |
| ----- | --------------- | -- | ------ | ------ | ----- |
| 1     | Hongrie         | 1  | 2      | 0      | 3     |
| 2     | Suède           | 1  | 1      | 1      | 3     |
| 3     | Royaume-Uni     | 1  | 1      | 0      | 2     |
| 4     | Australie       | 1  | 0      | 1      | 2     |
| -     | Danemark        | 1  | 0      | 1      | 2     |
| 6     | Allemagne       | 1  | 0      | 0      | 1     |
| 7     | Autriche        | 0  | 1      | 0      | 1     |
| -     | Belgique        | 0  | 1      | 0      | 1     |
| 9     | Tchécoslovaquie | 0  | 0      | 2      | 2     |
| 10    | Portugal        | 0  | 0      | 1      | 1     |
| Total | Total           | 6  | 6      | 6      | 18    |